# Російська допоміжна поліція
Російська допоміжна поліція — допоміжна поліція (рос. Русская вспомогательная полиция, нім. Hilfspolizei) — органи виконавчої влади, створені німецькою окупаційною адміністрацією з російських військовополонених і росіян — представників місцевого населення, на окупованих територіях СРСР і РРФСР у роки Другої світової війни. Подібні поліцейські організації існували у всіх окупованих країнах. Мали різне найменування (поліцаї, шуцмани, самозахист, синя поліція і ін.) І різні форми організації.
У ряді батальйонів «шуму», сформованих як українські та білоруські частини, виявилися росіяни, які, бажаючи полегшити своє становище, видавали себе за українців і білорусів. Аналогічна ситуація склалася і в Прибалтиці, де росіяни в масовому порядку надходили на службу в так звані «Латгальськая батальйони» (з російського населення були створені 314-й і 315-й батальйони).
Перший допоміжний поліцейський батальйон був сформований 10 липня 1941 в Білостоці як «український». На ділі в нього записалося і значне число російських військовополонених. У серпні батальйон прибув до Мінська, де був розділений на 41-й і 42-й батальйони «шуму». 41-м батальйоном командував колишній лейтенант РККА Олександр Яловий, 42-м батальйоном — колишній льотчик лейтенант РККА Крючков. Кожен з батальйонів налічував близько 1086 осіб. Формально українськими, а по суті — росіянами, були сформовані в Ростові-на-Дону 166-й, 167-й, 168-й і 169-й батальйони «шуму». Очевидно, російськими по складу були білоруські батальйони «шуму» № 60, 64 і 65, які згодом були включені до складу 30-ї гренадерської дивізії військ СС (2-ї російської), а в кінці війни — передані на формування 600-ї російської дивізії Вермахту.
У Новгороді кримінальну поліцію очолював Борис Андрійович Філістінській, в минулому — вчений-сходознавець і письменник. Філістінській особисто брав участь у викритті і знищенні комуністів і євреїв. Наприкінці війни він став офіцером одного з розвідувально-диверсійних підрозділів VI управління РСХА. Згодом він зумів уникнути розплати, після війни натуралізувався в США під ім'ям Філіппов, де повернувся до літературної праці. Взагалі дуже багато російських співробітників кримінальних відділів допоміжної поліції згодом було прийнято на службу в СД з присвоєнням звань CC.
Отже, об'єктами репресій і знищення в першу чергу ставали євреї. Верховне командування вермахту вже 13 серпня 1941 наказало у всіх тилових районах на захоплених землях створити гетто для єврейського населення.

## Батальйон Муравйова
Батальйон Муравйова — з лютого 1942 101-й шуцманшафт батальйон, (101-й батальйон допоміжної поліції ньому. 101 Batalion Schutzmannschaft / SchutzmannschaftsBtl 101), з червня-липня 1944 перетворений в 23-й батальйон СД (нім. 23 Schutzmannschafts-Bataillon der SD), з 12 вересня 1944 добровольчий батальйон Муравйова (нім. Freiwillige-Einsatz-Bataillon «Murawjew») [2].
У певний момент 30-та гренадерська дивізія СС 1-го формування була охоплена заколотом і масовим дезертирством (в результаті якого повністю дезертирували 2 батальйону). У зв'язку з чим, були зроблені чистки особового складу та зміни в структурі дивізії. 12 вересня 1944 відбулася реорганізація дивізії, в результаті якої був сформований Добровольчий батальйон Муравйова (нім. Freiwillige-Einsatz-Bataillon «Murawjew»).
У складі угруповання СС «Südwest» батальйон діяв в масиві Веркор.
У листопаді батальйон був відкликаний в Рейх, і в січні 1945 року включений до складу 77 гренадерського полку СС новоствореної 30-й гренадерської дивізії СС 2-го формування.
Значний відсоток особового складу представляли вихідці з Білорусі. Незважаючи на це, офіційною мовою для документації було обрано російську [3]. Моральний дух підрозділу був невисоким. Пияцтво і бешкети довелося забороняти окремим наказом.
Пізніше всіх білорусів, які служили в цьому з'єднанні, відправили на формування 1-й дивізії Російської визвольної армії.

## Російська народна допоміжна поліція в Криму
Російська громадянська допоміжна поліція — «російська громадянська допоміжна поліція» була створена в Севастополі відразу після окупації міста — у липні 1941 року. Очолив її поліцмейстер Б. В. Кормчінов-Некрасов, формально підпорядковувався бургомістру Н. Мадатову. Коли в місто прибув підрозділ поліції безпеки і СД на чолі з обер-штурмбаннфюрером Фріком, з допоміжної поліції була виділена слідчо-розшукова частина, або кримінальна поліція (вона іменувалася також «Російська допоміжна поліція безпеки»). Вона була підпорядкована Фріку і активно залучалася до знищення єврейського населення, а також до репресій проти партійно-радянського активу. У 1942 році в її складі служили 120 чоловік, в 1944 році — близько 300.
В окупованому Криму до листопада 1942 було створено 8 батальйонів «шума»:
- № 147 и № 154 — в Сімферополі,
- № 148 — в Карасубазаре,
- № 149 — в Бахчисараї,
- № 150 — в Ялті,
- № 151 — в Алушті,
- № 152 — у Джанкої,
- № 153 — у Феодосії.

Хоча більша частина особового складу цих підрозділів була набрана з кримських татар, в деяких з батальйонів служили і росіяни. За формування кримських підрозділів відповідали, зокрема, місцеві росіяни «колабораціоністи», зокрема майбутній командувач військово-повітряними силами РОА В. І. Мальцев.

## Голокост у Білорусі
У знищенні євреїв у східній Білорусі брали участь російські колабораціоністи з так званої Російської національної народної армії. Штаб РННА в березні 1942 року перебував у селищі Осінторф, Дубровенского району. У містечку Ляди, Дубровенского району, 2 квітня 1942 члени цього формування чисельністю близько 100—150 чоловік брали участь у вбивстві близько 2000 євреїв.
На початку 1942 року, під керівництвом начальника російської кримінальної поліції Андрія Лазаренка і начальника поліції Андрія Семенова, була проведена акція зі знищення євреїв у селі Полинковічі (Могильовська область).
За твердженням історика М. Ботвинника, з 20 по 22 жовтня 1941 року, при знищенні Борисівського гетто, поліція розстріляла 7 тисяч осіб. Серед тих, хто вбивав євреїв, був Костянтин Пінін, ленінградець, що відрізнявся неймовірною жорстокістю. Всього в очищенні гетто брало участь 200 поліцейських, деяку частину з них складали росіяни — Архип Орлов, Петро Артемов, Геннадій Васильєв, Леонід Глазов, Володимир Горбунов, Володимир Карасьов, Михайло Добровольський, Григорій Кононов та ін.

## Російська допоміжна поліція в боротьбі з підпіллям і партизанами
За виявлення учасників підпілля були відповідальні в першу чергу співробітники розшукових (кримінальних) підрозділів допоміжної поліції, діяльність яких спрямовувалась, в основному, органами СД. Іноді з цих співробітників формувалися спеціальні загони. Наприклад, такий підрозділ було створено співробітниками СД з айнзатцкоманди-3 в Пскові. Тут була відкрита розвідшколі, де, крім навчання диверсантів, велася підготовка кадрів для міського поліцейського управління. При школі розташовувалося підрозділ поліції, особовий склад якого охороняв концтабір СД в селі Могліно і займався ізоляцією «неблагонадійних осіб».
На північному заході РРФСР, поряд з нацистськими органами розвідки і контррозвідки, в Гдові, Новоржеве, Острові, Печора, Плюсс, Струга Червоних, Старій Руссі функціонували естонські і латвійські відділення поліції безпеки, в яких також служили російські поліцейські.
Німецька влада доручали начальникам поліцейських ділянок підбирати осіб, здатних проникнути в підпілля. До цієї діяльності рекомендувалося залучати близьких родичів і знайомих. Однак підпільники через своїх агентів, які працювали в окупаційній адміністрації, нерідко заздалегідь знали, кого окупанти збираються до них впровадити. З метою виявлення громадян, які підтримували зв'язок з народними месниками, поліція систематично проводила обшуки й облави. У тих районах, де члени підпілля діяли найбільш активно, подібні заходи проводилися часто. У Пскові, наприклад, влітку 1943 року облави проводилися по 10-12 разів на день.
У звіті від 10 листопада 1942 про проведення операції по очищенню від партизан району станції Пригір'я Смоленської області, якою керував начальник поліції Рославля колишній полковник РСЧА Волков, повідомлялося: "Всього перевірка проведена в 60 населених пунктах … З числа затриманих … 96 осіб були передані в руки СД, яка винесла їм вирок. Серед переданих знаходилися 3 партизана, які були послані в села зв'язковими, 15 членів партії, 7 комсомольців ".
Взаємодія німецьких військових і есесівських органів з російської допоміжної поліцією призвело до того, що вже на першому етапі окупації була ліквідована велика частина підпільних груп та їх керівників. Так, у захопленій Смоленської області загинули секретарі Кардимовского підпільного райкому партії Є. І. Биков, А. Е. Гребньов і Т. Ф. Гуреєв, секретар Ярцевского підпільного райкому партії Ф. В. Кузнєцов, Глинського — Ф. Ф. Зімонін, член Смоленського підпільного комітету AM Коля. У Калінінської області були схоплені і розстріляні перші секретарі райкомів В. Є. Єлісєєв, К. Т. Ломтев, С. М. Мазур, І. М. Басов, М. І. Шейко та багато інших.
У Ленінградській області начальник Волотовської районної поліції (агент ГФП) П. І. Мановських і його товариші по службі розгромили місцеву підпільну організацію на чолі з комуністом П. А. Васькін. Пустошкінского району поліція схопила організаторів підпільного і партизанського руху Г. Сидорова і В. Степашкіна, після чого вони були передані ГФП міста Себежа і там розстріляні. Краєзнавець І. І. Цинман з жалем відзначає успішні дії поліції селища Первомайський (Шумяцький район Смоленської області) по знищенню підпільників і євреїв. У Суражі (Орловська область) восени 1942 року, за доносом місцевого начальника поліції Якова Снитко, були проведені поголовні арешти найбільш патріотично налаштованих мешканців міста. Було заарештовано понад 70 осіб, у тому числі і підпільники, відправлені в концтабір Гомеля. У Почепської районі. Орловської області, завдяки активним діям начальника поліції Супрягінской волості Н. В. Конохова, були арештовані і розстріляні кілька активних радянських працівників, у тому числі секретар РК ВКП (б) Василь Сашенко.

## Основні російські колабораціоністські формування
- Батальйон Муравйова
- Бойовий союз російських націоналістів
- Братство Руської Правди
- Вища німецька школа для російських офіцерів
- Дивізія Росія також — Дивізія «Руссланд»
- Добровольчий полк СС «Варяг»
- Зелена армія особливого призначення
- Козачий Стан
- Комітет визволення народів Росії (КОНР)
- Локотська республіка
- Народна Соціалістична Партія
- Народно-трудовий союз російських солідаристів
- Організація Цепелін
- Республіка Зуєва
- РОНА
- РОА
- Російська громадянська допоміжна поліція, Севастополь
- Російська корпус
- Російська загін 9-ї армії вермахту
- Російська національно-трудова партія
- Російська фашистська партія
- Хіві
- Російська допоміжна поліція (шуцманшафт)

- 15-й козацький кавалерійський корпус СС
- 1-ша російська національна бригада СС «Дружина», відома також як 1-й Російський національний загін СС
- 29-та гренадерська дивізія СС «РОНА» (1-ша російська)
- 30-та гренадерська дивізія СС (2-га російська)

- ВПС КОНР (ВПС РОА)
- 1-ша дивізія РОА / ВС КОНР (600-та піхотна дивізія вермахту)
- 2-га дивізія РОА / ВС КОНР (650-та піхотна дивізія)

- 602-й Ост-батальйон
- 645-й батальйон
- РОНД / РНСД

- Бригада Асано — росіяни підрозділи Квантунської армії
- Гвардія російської фашистської партії
- Корпус російської монархічної партії
- Росіяни на службі японських і маньчжурських спецслужб Маньчжоу-Го
- «Russen» (Росія) - агентство новин та пропаганди